# Schakalfell

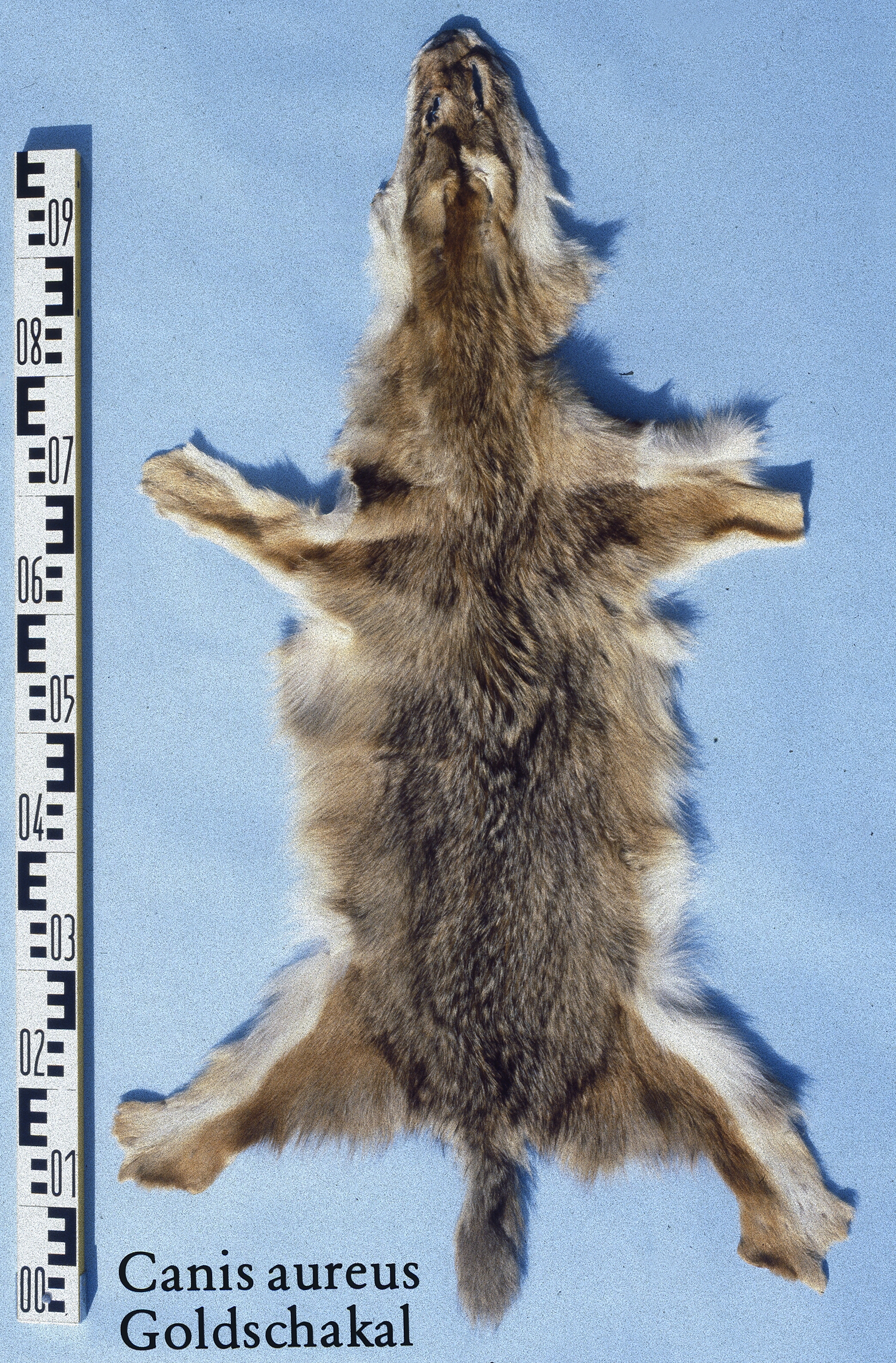
Goldschakalfell
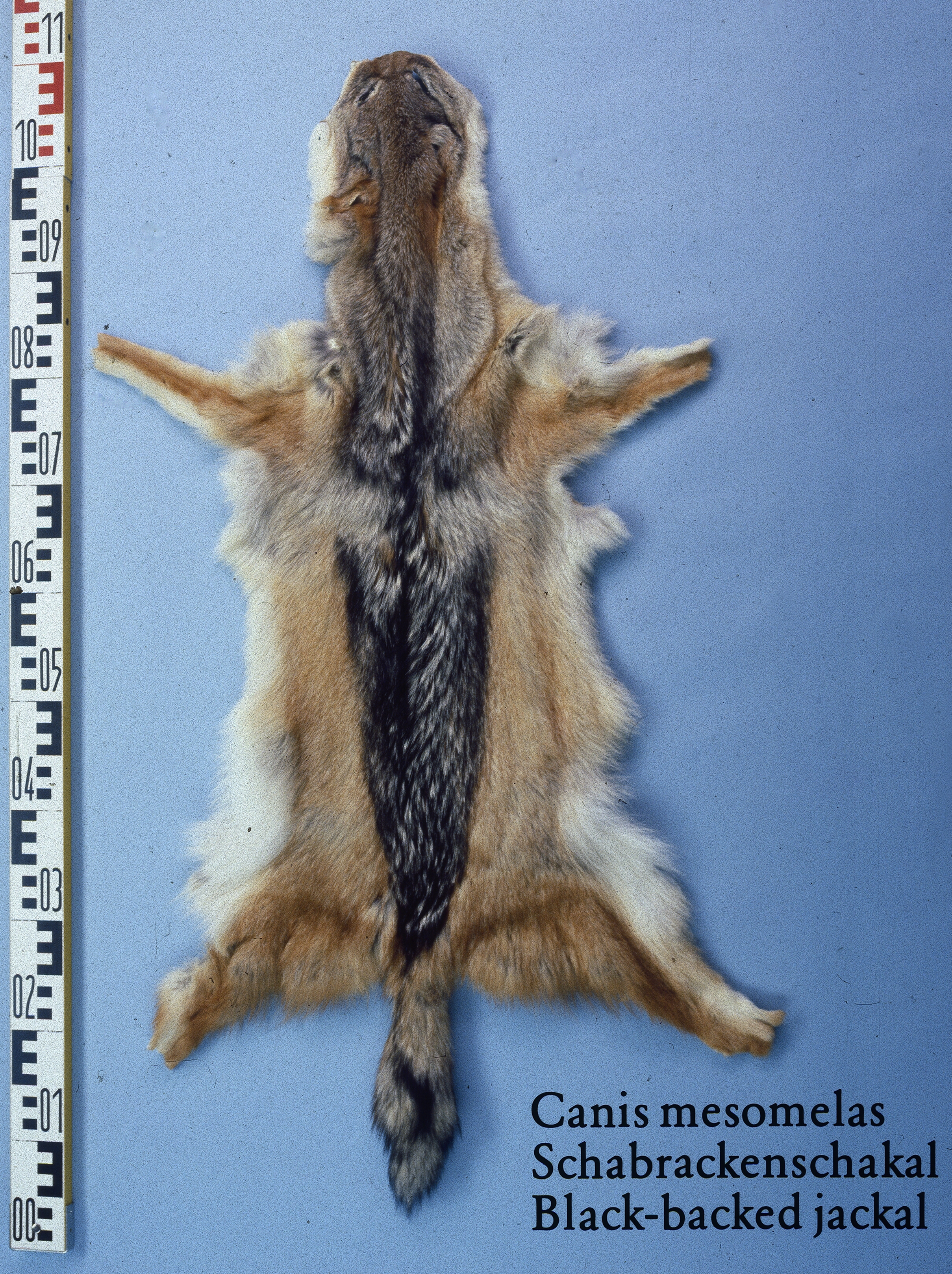
Schabrackenschakalfell

Schakalfelle werden wegen ihrer nicht ganz so ansprechenden Haarstruktur meist nur zu Decken verarbeitet, Felle aus Gebirgsgegenden gelegentlich auch zu Besätzen und Mützen. In der Regel kommen nur die Felle des Goldschakals in den Handel.
Zu den Schakalen gehören drei Wildhundarten, der Goldschakal, der Schabrackenschakal und der Streifenschakal.
Der Haltbarkeitskoeffizient für Schakalfell wird mit 60 bis 70 Prozent angegeben.

## Arten
- Die Heimat des Goldschakals, zuweilen auch Goldwolf genannt, erstreckt sich von Südosteuropa, Vorder- und Mittel- und Südasien bis zum Norden Hinterindiens, außerdem lebt er im Norden und Osten Afrikas und im asiatischen Hochgebirge oberhalb von 1000 Metern.

Die Winterfärbung ist, durch die überlagernden schwärzlichen Grannenspitzen, unterschiedlich, von rost- bis goldfarben. Das Vorderteil der Schnauze, die Stirn und die Partie um die Augenhöhlen sind ockerfarben-rost-braun-fuchsrötlich, über den Augen befindet sich ein schwärzlicher Streifen. Die Ohren außen sind blassrostbraun, innen mit trüb weißlichen Härchen. Die Grannenhaare auf dem Rücken sind besonders ausgebildet, an den Flanken weniger werdend, dadurch wirkt der Farbton hier lebhafter und reiner. Der Bauch ist weißlich, in den Achselhöhlen und Leistengegenden leicht rötlich. Die Läufe sind ockerfarben-fuchsrot, nach innen heller. Der Schweif ist buschig, teils schwärzlich, teils fahlgelb mit oberhalb schwärzlichen Linien. Das Fell ist etwa 70 bis 85 Zentimeter lang, der buschige Schweif 22 bis 28 Zentimeter. Das Geburtskleid ist hell- bis dunkelgrau; im Alter von einem Monat wechselt es zu fuchsrötlich, schwarz gesprenkelt. Im August/September gleichen die Jungtiere den Erwachsenen und im Oktober/November haben sie bereits ein vollständiges Winterfell. Von November bis März hat das Fell Unterwolle ausgebildet, beim Sommerfell fehlt sie. Das Sommerfell ist spärlicher, grob und kurz mit dem Winterpelz entsprechender Farbverteilung.
Der Haarwechsel findet zweimal jährlich statt, im Frühjahr von Mitte/Ende März bis Mitte Mai bei einer Dauer von 65 Tagen. Das Sommerfell hat nur grobes, spärliches Grannenhaar, das Winterfell, von November bis März, auch eine Unterwolle. Von Mitte September an fallen die Sommer-Grannenhaare aus und gleichzeitig bildet sich das Unterhaar. Die Härung verläuft vom Kreuz über Rücken, Flanken, Bauch, Gliedmaßen bis zum Kopf und ist Ende November abgeschlossen. Zwischen den Geschlechtern besteht kein Fellunterschied, nur zwischen den Herkunftsgebieten.
Der Winterpelz ist am schönsten in der Zeit von November bis März. Trotzdem ist er jedoch von geringem Wert, da um diese Zeit die Haardecke grob und spärlich ist, die Färbung außerdem eintönig und wenig gefällig.
- Der Schabrackenschakal lebt in den etwas offeneren Gebieten von Nubien, dem Sudan, Somaliland bis Kapland.[1]

Er ist durch seine auffallende Färbung mit den anderen Schakalarten nicht zu verwechseln. Der schieferfarbene, wie eine Schabracke wirkende Rücken hebt sich scharf gegen die an der Unterseite helle, rostrote Wamme ab. Das Fell ist 70 bis 85 cm lang, der Schweif ist grau mit einer grauen bis gelbroten Schwanzwurzel und 30 bis 35 Zentimeter lang.
- Der Streifenschakal kommt ausschließlich in Afrika südlich der Sahara vor, von der westafrikanischen Küste in Guinea und dem Senegal über Zentralafrika bis zum Sudan und Äthiopien in Ostafrika und von dort aus südlich bis Namibia, Botswana und nördliches Südafrika.

Er hat längere Beine als die erstgenannten und einen dichter behaarten, dunkleren Schweif, der meist eine weiße Spitze hat. Die Färbung des Fells ist bräunlichgrau mit rötlichfahlem Rücken, seitlich hat es je einen mehr oder weniger scharf abgesetzten hellen Streifen, der unten meist schwarz gesäumt ist. Das Fell ist etwa 80 bis 90 Zentimeter lang, der Schweif 30 bis 35 Zentimeter.
Die Haare aller drei Arten sind grob und hart und etwas schütter, auch die Unterwolle ist nicht sehr weich. Die geographischen Unterschiede sind erheblich. Die weichhaarigsten Felle kommen aus den persischen Bergen, aber wohl nie in größerer Zahl. Verallgemeinernd lässt sich sagen, dass das Haar gröber wird, je näher das Herkommen an der Küste liegt, umso feiner das Haar, desto weiter und höher der Lebensraum im Landesinneren.
Bei einer Einteilung der Pelztiere in die Haar-Feinheitsklassen seidig, fein, mittelfein, gröber und hart wird das Schakalhaar als hart eingestuft.
Schakaltypus bezeichnet einen Haartyp, bei dem wie beim Schakal die Leithaare mit einem hellen Ring entgegen der Wurzelspitze (subapikal) vorherrschend sind.

## Handel

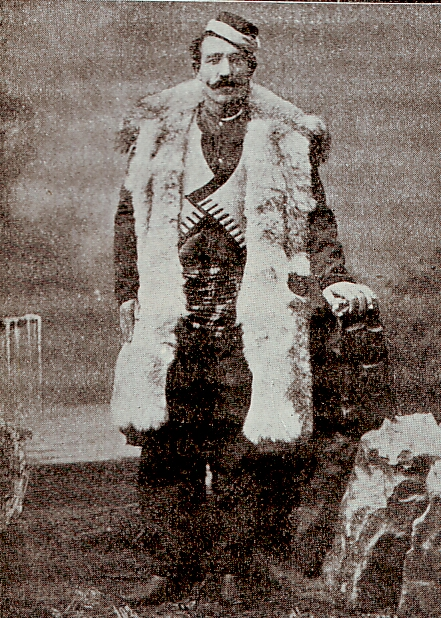
Griechischer Feuerwehrmann mit Schakalweste (um 1900)

Der Fellanfall ist gering, meist kommen nur Goldschakale in den Handel. Um 1900 kamen sie erstmals auf den Markt, etwa 1910 wurden sie in größeren Mengen auf dem Leipziger Brühl gehandelt, dem damals bedeutendsten Welthandelszentrum für Rauchwaren. Zu der Zeit stammten die meisten Felle aus Griechenland.
Der russische Handelsstandard nennt zwei Herkommen, kaukasische und Mittelasiatische.
Sorten I. vollhaarig; II. weniger vollhaarig; III. halbhaarig; IV. dünnbehaart.
Die Felle kommen meist aufgeschnitten, nicht rund abgezogen in den Handel.
Für die als südamerikanische „Schakale“, teils auch als südamerikanische Füchse, gehandelten Felle siehe → Rotfuchsfell.

## Verarbeitung, Geschichte
Bereits Anfang 1900 wurden die weichhaarigeren Felle zu Konfektion verarbeitet, wohl hauptsächlich für Herrenbekleidung (Autofahrer- beziehungsweise Reisepelze, Innenfutter und Besätze für Gehpelze). Aus den besseren, aus Gebirgsgegenden stammenden Fellen wurden Besätze und Mützen hergestellt (teils marder- oder zobelähnlich gefärbt). Durch eine entsprechende Pelzveredlung kann das harte Grannenhaar etwas weicher gemacht werden. Gebleicht dienten Schakalfelle auch zeitweilig als Dachsimitation. Um 1920 bis 1930, als Fuchscoliers (Schals in Tierform) sehr in Mode waren, wurden auch entsprechend umgefärbte Schakalfelle als Fuchsersatz verwendet – allerdings „mit wesentlich bescheidenerer Wirkung“.
Bevor Wohnräume und Fahrzeuge generell beheizt wurden, waren Felldecken wichtige Gebrauchsgegenstände und Handelsartikel. Attraktiv waren Decken aus Schabrackenschakalfellen wegen ihrer breiten hellen Längsstreifen. Als die schönsten Schakalfelle galten die aus dem damals deutschen Südwest-Afrika, dem heutigen Namibia. Die Einheimischen fertigten daraus quadratische Decken, Karosse genannt, die gefaltet in der Art eines Schals, mit dem Fell zum Körper hin getragen wurden. Sie kamen zu der Zeit auch in den Handel.
Im Jahr 1989 wurde der damalige ungefähre Materialverbrauch für einen Damenmantel der Konfektionsgröße 40 mit bis zu 14 Schakalfellen angegeben.
Die Verarbeitung entspricht der anderer Langhaarpelze, wie beispielsweise Wolfsfell oder Fuchsfell.
Die Verwendung der Schakalfelle geschieht heute hauptsächlich zu Besätzen, zu Konfektion und weiterhin auch zu Decken.

## Zahlen, Fakten
- 1907–1910, für diese Jahre wurde die Weltausbeute an Schakalen auf 20.000 bis 30.000 Tiere geschätzt. Davon kamen aus Afrika 10.000, Asien 5000 und Europa 5000 Exemplare.[11]
- Vor 1911 kamen jährlich wohl 5000 bis 10.000 griechische Schakalfelle in den Handel. Der durchschnittliche Wert betrug 2 bis 3 Mark.[7]

In Indien wurden Schakale zu dieser Zeit in großer Zahl erlegt, sie gelangten aber kaum in den Handel.
In Algerien zahlte die Regierung 1,50 Franc Abschussprämie, es wurden jährlich etwa 30.000 bis 40.000 getötet. Die Felle wurden jedoch kaum ausgeführt.
Aus dem damaligen Deutsch-Südwestafrika, dem heutigen Namibia, wurden jährlich einige hundert der ansprechenden dortigen Sorte nach Leipzig importiert.
- 2014 lag auf dem Bett Nelson Mandelas (* 1918; † 2013), in dem Haus, in dem er von 1946 bis 1962 lebte, noch immer ein Schakalfell, das Zeichen königlicher Abstammung. Mandela war ein südafrikanischer Anti-Apartheid-Kämpfer und Politiker sowie von 1994 bis 1999 der erste schwarze Präsident seines Landes.[12]

## Anmerkung
1. ↑  Die angegebenen vergleichenden Werte (Koeffizienten) sind das Ergebnis vergleichender Prüfung durch Kürschner und Rauchwarenhändler in Bezug auf den Grad der offenbaren Abnutzung. Die Zahlen sind nicht eindeutig, zu den subjektiven Beobachtungen der Haltbarkeit in der Praxis kommen in jedem Einzelfall Beeinflussungen durch Pelzzurichtung und Pelzveredlung sowie zahlreiche weitere Faktoren hinzu. Eine genauere Angabe könnte nur auf wissenschaftlicher Grundlage ermittelt werden. Die Einteilung erfolgte in Stufen von jeweils 10 Prozent. Die nach praktischer Erfahrung haltbarsten Fellarten wurden auf 100 Prozent gesetzt.
2. ↑  Der Autor merkt ergänzend an (formal gering modifiziert): „Die Anzahl der für ein bestimmtes Pelzprodukt bereitzustellenden Einzelfelle kann im Voraus keinesfalls sicher angegeben werden. Maßgebende Faktoren dafür sind in erster Linie jeweils vorherrschende Modeaspekte, wie Weite, Länge, Kragen- und Ärmelformen. Die Angabe kann bestenfalls Anhaltspunkte liefern, zumal die ursprüngliche Größe des Felles durch mehr oder weniger starke Einwirkungen bei der Konservierung und Pelzzurichtung, aber auch noch innerhalb der Kürschnerei Veränderungen unterworfen ist. Die Zahlen lassen auch Rückschlüsse auf die unterschiedliche Körpergröße der Tiere zu.“